# Eldar Issakadze
Eldar Issakadze (Issakadse) (georgisch ელდარ ისაკაძე; * 5. Januar 1936 in Tiflis; † 27. Juli 2005 in Ingolstadt) war ein georgischer Cellist und Cellopädagoge.
Er ist der Bruder der verstorbenen Geigerin Liana Issakadse und der Vater der Pianistin Irma Issakadse.

## Leben und Wirken
Von 1954 bis 1957 studierte Eldar Issakadze am Staatlichen Wano-Saradschischwili-Konservatorium Tiflis. Von 1957 bis 1960 führte er sein Studium am Moskauer Tschaikowski-Konservatorium weiter.
Ab 1962 lehrte Issakadze Violoncello am Staatlichen Wano-Saradschischwili-Konservatorium Tiflis. Von 1974 bis 1976 war er Professor für Violoncello am Konservatorium von Kairo. Nach seiner Rückkehr nach Tiflis hatte er bis 1990 eine Lehrtätigkeit am Konservatorium in Tiflis inne, 1984 erhielt er eine Professur. Ab 1990 lebte Eldar Issakadze in Ingolstadt, Deutschland.
Ab 1994 lehrte er in Ingolstadt an der David-Oistrach-Akademie Violoncello. Er brachte viele erfolgreiche Schüler hervor, unter anderem Maximilian Hornung, Alexander Suleiman, Jessica Kuhn, Nikoloz Shamugia und Johanna Varner.

## Cellosolist
Issakadzes Spiel war geprägt von Virtuosität, Aufführungskultur und Temperament. Er war der erste Interpret einer Reihe neuer Werke georgischer Komponisten, darunter Cellokonzerte von Wascha Asaraschwili und Otar Taktakischwili. Auch das Cellokonzert von Sulchan Zinzadse war Eldar Issakadze gewidmet. Sein Meisterschüler Maximilian Hornung hat dem Konzert auf einer CD ein Denkmal gesetzt und das Album Eldar Issakadze gewidmet, da er von ihm vor über 20 Jahren eine Kiste Noten erhielt, in der sich das Konzert von Zinzadse befand.
Zitat aus einem Interview mit dem Bayerischen Rundfunk: „Seit diesem Moment wusste Max, dass er dieses Konzert eines Tages spielen und aufnehmen möchte. Zwei Jahrzehnte hat er dafür gebraucht, die Partitur ausfindig zu machen und zu rekonstruieren. Jetzt konnte er das Konzert endlich einspielen. 'In dieser Musik ist jeder Ton wirklich gelebt...Musik muss aus tiefster Seele empfunden sein - und das alles ist in dem Cellokonzert von Sulkhan Tsintsadze enthalten'.“
Eldar Issakadze führte als erster Cellist in Georgien Sergei Prokofjews Sinfonie-Konzert und Dmitri Schostakowitschs Cellokonzerte auf. Später unternahm er viele Tourneen in der UdSSR und im Ausland. Ab 1990 arbeitete Issakadze in Ingolstadt in dem von ihm und Liana Issakadze geleiteten Georgischen Kammerorchester.

## Ehrungen
- 1983 – Volkskünstler Georgiens[1]
- 1960 – Transkaukasischer Musikwettbewerb, Preisträger[1]
- 1957 – Republikanischer Cellowettbewerb, erster Preis[1]